# Metopius erythropus
Metopius erythropus là một loài tò vò trong họ Ichneumonidae.